# Brooklyn Bridge (Film)
Brooklyn Bridge ist ein US-amerikanischer Dokumentarfilm aus dem Jahr 1981.

## Handlung
Der Film beschreibt die Geschichte der Brooklyn Bridge in New York, deren Bau 1869 begann und erst 1883 mit der Freigabe endete. Die komplizierte Konstruktion der Brücke über den East River wird detailliert dargestellt. Prominente wie die Schriftsteller Arthur Miller und Kurt Vonnegut erzählen über die Auswirkungen auf die New Yorker Gesellschaft, die das Bauwerk mit sich brachte. Zudem werden einige Filmausschnitte gezeigt mit der Brooklyn Bridge als markanter Drehort, zum Beispiel The Bowery (1933) mit George Raft, Zwei ritten nach Texas (1937) mit Laurel und Hardy, Tarzans Abenteuer in New York (1942) mit Johnny Weissmüller und Ihre beiden Verehrer (1947) mit Frank Sinatra.

## Kritik
Nicolas Rapold von der New York Sun bezeichnete den Film als bewegende Reportage über tapfere Ausdauer und die Nutzung von ingenieurtechnischem Know-how.

## Auszeichnungen
1982 wurde der Film in der Kategorie Bester Dokumentarfilm für den Oscar nominiert. Eine weitere Nominierung erhielt er 2005, als er als Teil der Ken Burns’ America Collection für den Satellite Award als beste Dokumentar-DVD vorgeschlagen wurde.
Die Organization of American Historians ehrte den Film mit der Verleihung des Erik Barnouw Award.

## Hintergrund
Der Film hatte seine Premiere im Oktober 1981 beim Chicago International Film Festival.
Sprecher des Films war der Historiker David McCullough, der mit seinem Buch The Great Bridge die literarische Vorlage für den Film schuf. Passagen, die aus Tagebüchern und Notizen des Brückeningenieurs Washington Roebling stammten, wurden von dem Enkel Paul Roebling vorgelesen. Julie Harris las Notizen vor, die Washingtons Ehefrau Emily Warren Roebling verfasste, nachdem sie, bedingt durch eine Erkrankung ihres Mannes, die Bauleitung übernommen hatte.